# Фостер, Майлз Бёркет (младший)
Майлз Бёркет Фостер младший (англ. Myles Birket Foster; 29 ноября 1851, Лондон — 18 декабря 1922, там же) — английский композитор, органист и музыковед. Сын Майлза Бёркета Фостера (старшего).
Окончил Королевскую академию музыки, был церковным органистом и хормейстером, сочинял церковную музыку. Автор книги «Церковные песнопения и их авторы» (англ. Anthems and Anthem Composers; 1901) и исследования «История Филармонического общества» (англ. History of the Philharmonic Society; 1913).